# Нафтова криза 1973 року

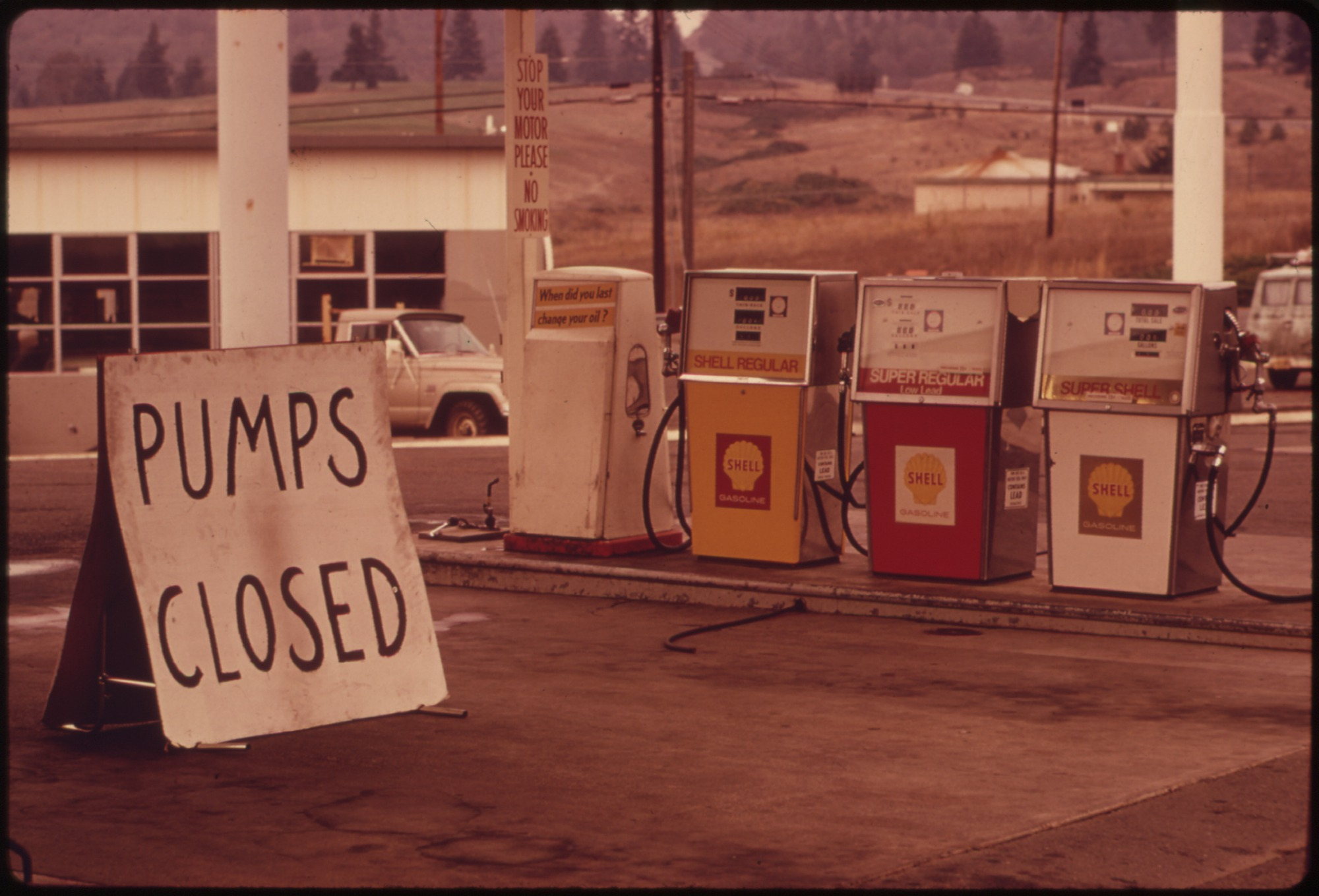
Автозаправка в штаті Орегон, закрита під час кризи

Нафтова криза 1973 року (також відома під назвою «нафтове ембарго») розпочалась 17 жовтня 1973 року, коли ОАПЕК, до складу якої входили всі арабські країни-члени ОПЕК, а також Єгипет і Сирія, заявили в ході Жовтневої війни, що вони не будуть постачати нафту країнам, що підтримали Ізраїль у цьому конфлікті з Сирією та Єгиптом. Це стосувалось передусім США та їхніх союзників у Західній Європі. Упродовж наступного року ціна на нафту збільшилась із трьох до дванадцяти доларів за барель.
Нафтова криза 1973 року була першою енергетичною кризою й донині вважається найбільшою. ОПЕК зменшила обсяги видобутку нафти не тільки для того, щоб вплинути на світові ціни на свою користь. Головне завдання цієї акції полягало у створенні політичного тиску на світову спільноту з метою зменшення підтримки Ізраїлю з боку західних країн.
Результатом економічного тиску ОПЕК стала декларація ради міністрів країн Спільного ринку, що підтримала позицію арабів. Окрім того, майже всі держави Африки розірвали дипломатичні відносини з Ізраїлем. Політичне становище, що склалось, посилило залежність Ізраїлю від США й розкрило істинні масштаби залежності розвинених країн від ціни на нафту[ненейтрально].
Разом із тим, нафтова криза 1973 року сприяла посиленню експорту нафти на Захід з Радянського Союзу.

## Нафтова криза у США

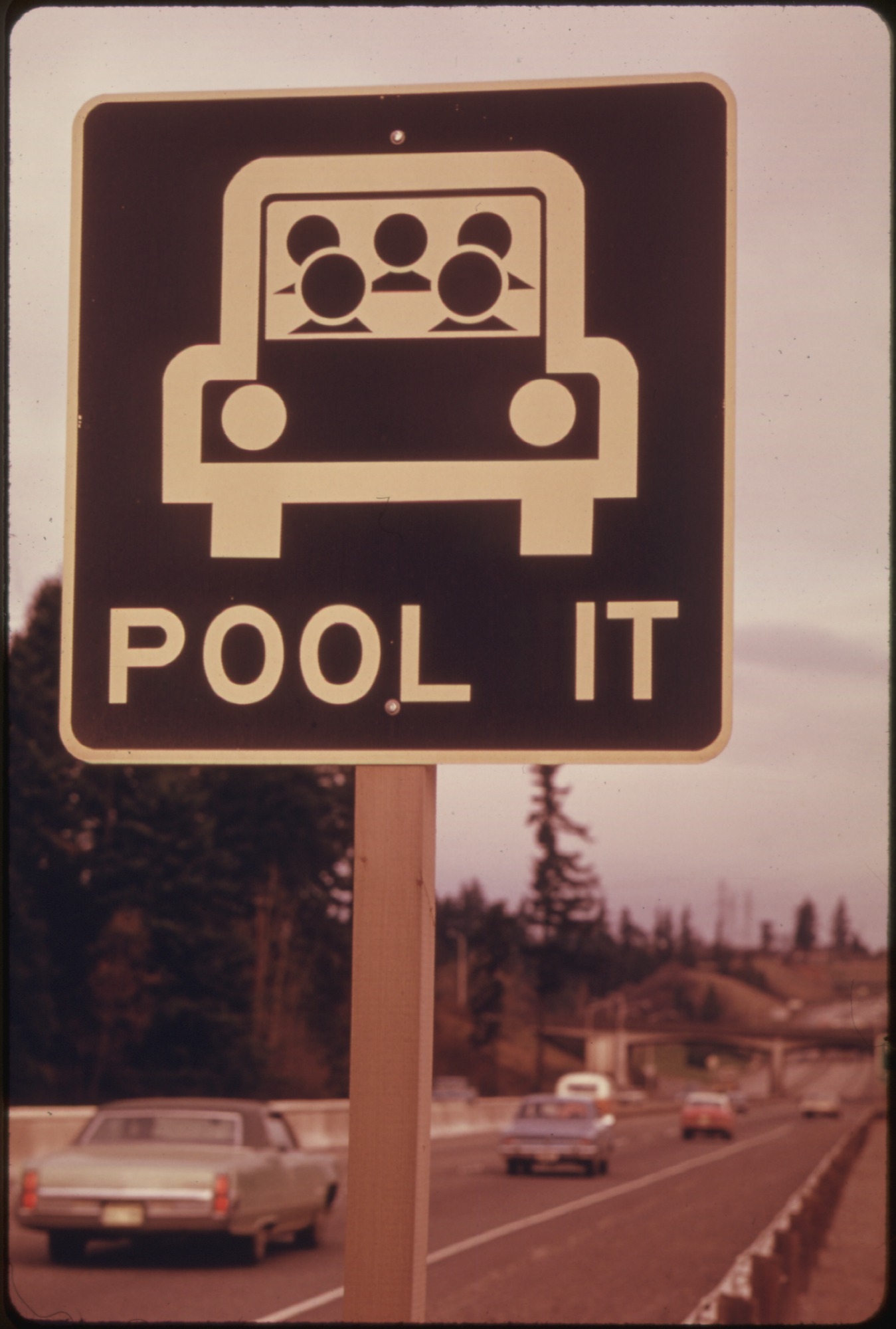
Знак із закликом їздити в авто разом, щоб заощадити бензин

У спеціальному посланні конгресу з питань енергетики від 29 червня 1973 року президент США Річард Ніксон закликав американців до економії. Пропонувалося менше користуватись автомобілями, а вже якщо їздити на них, то, зберігаючи пальне, — на менших швидкостях. Авіакомпаніям вказувалось скоротити кількість рейсів. Урядовим закладам наказувалось економити електроенергію і скоротити автомобільний парк. Управління з охорони навколишнього середовища тимчасово скасувало обмеження на використання вугілля, що забруднює атмосферу. Було знято ліміти на імпорт нафти і необроблених мастил.
Наприкінці 1973 року було ухвалено рішення про будівництво Трансаляскинського нафтопроводу. Він став до ладу влітку 1977 року і забезпечив можливість транспортування нафти з приполярного родовища Прадхо-Бей.
Під приводом витрат, що зростають, нафтові компанії почали суттєво підвищувати ціни на бензин і дизельне пальне, а також на авіаційний гас. Виробники природного газу зажадали від федеральної комісії з питань енергії дозволу на підвищення цін на 73 %.
Спеціально створена федеральна комісія у середині липня подала сенату свою скандальну доповідь, відповідно до якої двадцять американських корпорацій, які монополізували виробництво й очищення нафти, а також розподіл нафтопродуктів, прямо звинувачувались в тому, що з метою наживи вони штучно створюють перебої із постачанням бензину. Прокурор штату Флорида зажадав, щоб проти нафтових монополій було застосовано антитрестівський закон. Федеральне велике журі у Лос-Анджелесі у свою чергу звинуватило нафтові компанії у різного роду махінаціях.
У тривалій перспективі криза сильно позначилась на автопромисловості США. Раніше американські автомобілі були великими, важкими й потужними. До 1971 року об'єм стандартного восьмициліндрового двигуна Chevrolet Caprice становив 400 кубічних дюймів (6,5 л), а Chevrolet Impala на галоні бензину проходив по шосе не більше 13-15 миль. Після кризи їх витіснили японські моделі з чотирициліндровими двигунами, які споживали менше бензину: Toyota Corona, Toyota Corolla, Nissan Sunny, Honda Accord. Не витримуючи конкуренції, автопромисловці Детройта були змушені налагоджувати випуск більш легких автомобілів, таких як Ford Pinto, Ford Fiesta тощо. До 1985 року середній американський автомобіль споживав галон бензину вже на кожні 17,4 милі пробігу. Попит на розкішні автомобілі типу седан, такі як Oldsmobile 98, у середині 1970-их відновився, але їх ринок не був масовим. Нові моделі Ford Thunderbird сильно зменшились за розмірами й потужністю, а у 1974 році з конвеєра зійшов останній Ford Galaxie.

## Графіки

Графік ціни на нафту з 1861 по 2015. Помаранчевою лінією позначено реальну ціну. Добре видно різкий стрибок цін після 1973 року.
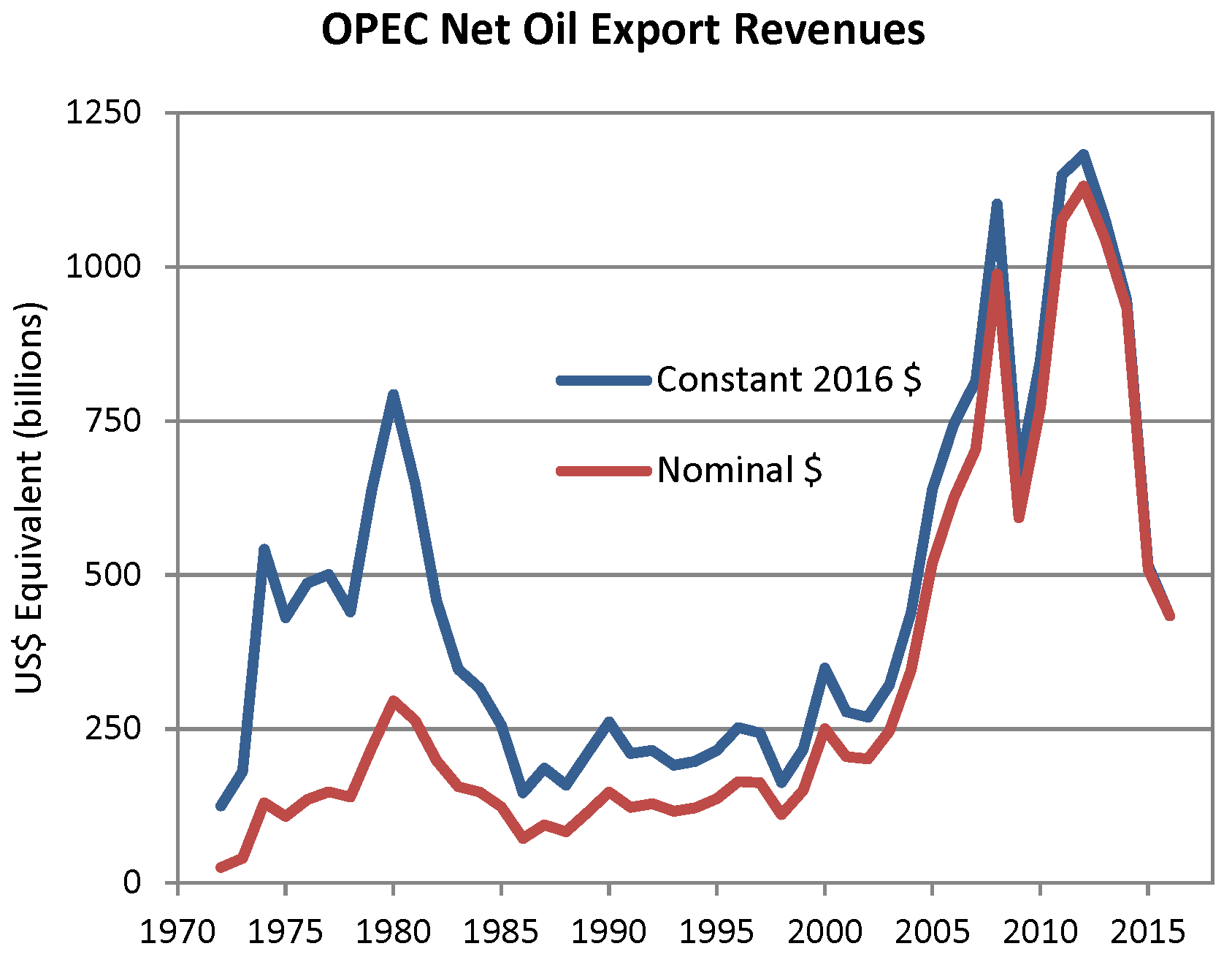
Коливання чистого прибутку ОПЕК від експорту нафти з 1972 року[2][3].
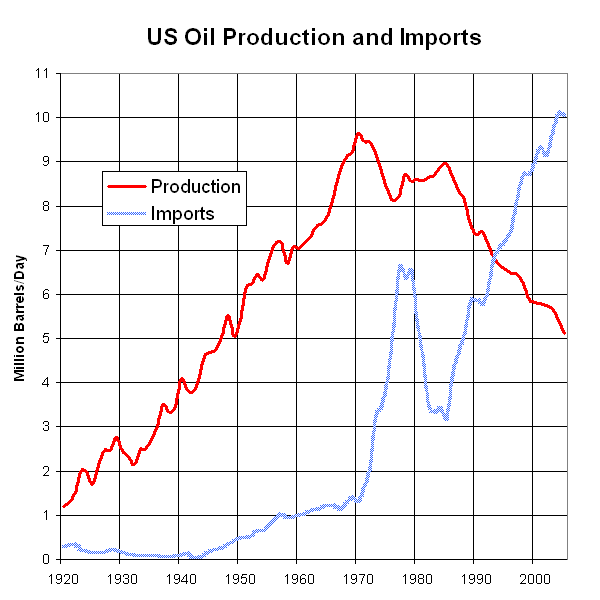
Видобуток та імпорт нафти у США.
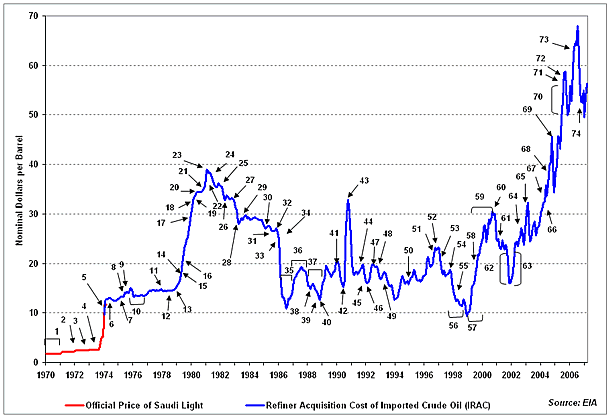
Ціна на нафту під час ембарго.  Графік базується на номінальній, а не реальній ціні на нафту, а отже завищує ціни в кінці.